# Naso lituratus

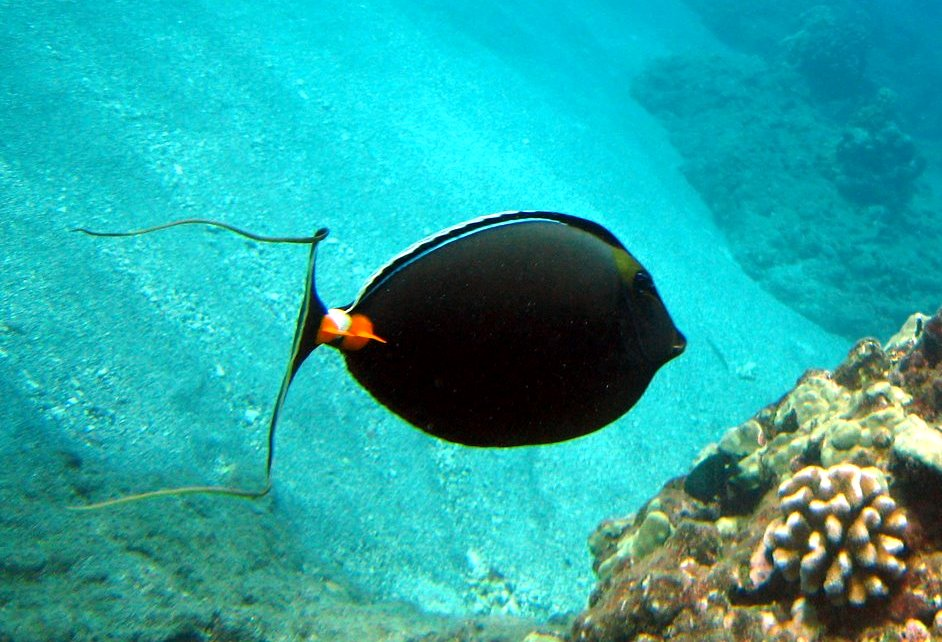
Exemplar fotografiat a Oahu (illes Hawaii).

Naso lituratus és una espècie de peix pertanyent a la família dels acantúrids.

## Descripció
- Pot arribar a fer 46 cm de llargària màxima.
- 6 espines i 28-31 radis tous a l'aleta dorsal i 2 espines i 29-31 radis tous a l'anal.
- Aleta dorsal de color negre.[3][4]

## Alimentació
Menja principalment algues del gènere Sargassum i Dictyota.

## Hàbitat
És un peix marí, associat als esculls i de clima tropical (24 °C-26 °C; 35°N-30°S) que viu entre 0-90 m de fondària (normalment, entre 5 i 30).

## Distribució geogràfica
Es troba des de Honshu (el Japó) fins a la Gran Barrera de Corall, Nova Caledònia, les illes Hawaii, la Polinèsia Francesa, Pitcairn i l'illa Clipperton.

## Costums
És bentopelàgic.